# François L'Hoëst
François L'Hoëst (Tongeren, 1 maart 1839 – Antwerpen, 29 oktober 1904) was een Belgisch zoöloog.
Hij was de derde directeur van de Koninklijke Maatschappij voor Dierkunde, in opvolging van Jacques Vekemans. Hij was in functie van 1888 tot 1904, en werd door zijn zoon, Michel L'Hoëst, opgevolgd.
Naar hem werd de Cercopithecus lhoesti (P. Sclater, 1899) vernoemd. Op vraag van minister Léon De Bruyn, nam hij deel aan het wetenschappelijk comité van de Wereldtentoonstelling van 1894.